# Tereza Neumanová
Tereza Neumanová (* 9. srpna 1998, Třebíč) je česká profesionální závodní cyklistka, aktuálně působící v týmu UAE Team ADQ. 

## Kariéra
Česká závodnice odstartovala svou profesionální cyklistickou kariéru v roce 2017, kdy nastoupila do Dukly Praha. V roce 2019 začala závodit v týmu ČS Accolade. Startovala v silničním závodě žen na mistrovství světa v silniční cyklistice 2019 v anglickém Yorkshiru. Ve stejném roce se stala českou mistryní v silniční cyklistice.
Po dvou letech podepsala kontrakt se silničním týmem Burgos Alimenta. V této sezoně dojela v druhé etapě závodu Tour de Suisse na druhém místě a celkově skončila 13. Mistryní ČR v silniční cyklistice se stala i v roce 2021, vítězstvím si zajistila nominaci na Olympijské hry v roce 2021 v Tokiu. Závod na olympijských hrách dokončila 33. Na podzim roku 2021 přestoupila do nizozemského týmu Liv Cycling, v jehož barvách vybojovala v květnu 2022 druhé místo v první etapě závodu Vuelta a Burgos Feminas.
Od sezony 2024 závodí v týmu UAE Team ADQ.

## Biografie
Tereza Neumanová se narodila v roce 1998 v Třebíči, kde absolvovala základní školu T. G. Masaryka, v Třebíč se věnovala různým sportům, jako např. atletice, gymnastice, plavání či sjezdovému lyžování. Věnovala se také baletu či hře na hudební nástroje.
Následně pokračovala na gymnáziu v Novém Městě na Moravě a následně nastoupila na Pedagogickou fakultu Univerzity Karlovy v Praze. V Novém Městě na Moravě se věnovala také lyžování, ale po přestupu do Dukly Praha v roce 2017 se začala věnovat pouze dráhové a silniční cyklistice.